# Asklepios tempel i Epidaurus
Asklepios tempel i Epidaurus var ett tempel i Epidaurus i antikens Grekland, tillägnat Asklepios. 
Templet grundades på 300-talet f.Kr. Det var Asklepios huvudtempel i Grekland och centrum för hans kult.  Det var en mycket populär helgedom som utgjorde en rival till Zeus tempel i Olympia och Apollons tempel i Delphi. Epidaurus troddes vara Asklepios' födelseplats. Människor vallfärdade till templet, och mirakel associerade med botande av sjukdom berättades om den. 
Pausanias beskrev templet under 100-talet. Han uppgav att helgedomen bredde ut sig över ett stort område som även innefattade en helig skog och mindre tempel till Artemis, Afrodite och Themis.
Templet stängdes under förföljelserna mot hedningarna vid kristendomens införande på 300-talet. 